# Sármai József
Sármai József, Steiner Izidor (Kecskemét, 1862. március 5. – Budapest, Terézváros, 1934. október 1.) jogi doktor, ügyvéd, huszárezredes, író, a Ludovika Akadémia tanára. 

## Élete
Sármai Márton (Steiner Miksa) birtokos  és Karpelesz Netti fia. A gimnázium alsó osztályait szülővárosában, a felsőket Budapesten végezte. 1880-ban a budapesti egyetem jogi karára iratkozott be, egyidejűleg irodalmi és nyelvészeti előadásokat is hallgatott. 1886-ban jogi doktor, 1888-ban ügyvéd lett. Nagyobb utazásokat tett Keleten, Egyiptomban, Palesztinában, Törökországban és Görögországban. Több ízben utazott Angliában, egy évig Francia- és Németországban, 1896-ban pedig nagyobb tanulmányutat tett Oroszországban. 1895-től a lovastiszti tanfolyamban mint tartalékos huszárfőhadnagy az orosz nyelv tanára volt. Később ezredesi rangot ért el. Időközben Steiner családi nevét Sármaira változtatta.
Szépirodalmi cikkei és útleírásai jelentek meg az Életben és csaknem valamennyi budapesti napilapban; dolgozott e mellett szaklapokban is. Ismertetései a külföldi jogéletről az Ügyvédek Lapjában és a Jogtudományi Közlönyben, a külföldi gazdasági politikáról pedig a Köztelekben jelentek meg. Belső dolgozótársa volt a Pesti Naplónak és munkatársa angol és francia folyóiratoknak is. Cikkei az Életben (1891. Danilevszky Petrovics Gergely, Goncsarov sat.), a Journal of the gypsy lore soc.-ben (1891. Nro. 1. July. Remarks on the «csárdás» dance.)
Felesége Kramer Henrietta volt, akivel 1923. június 12-én Budapesten, a Terézvárosban kötött házasságot.
Szerkesztette és kiadta az Élet című folyóiratot 1891-től 1894-ig Budapesten.